# Murray, Iowa
Murray là một thành phố thuộc quận Clarke, tiểu bang Iowa, Hoa Kỳ. Năm 2010, dân số của thành phố này là 756 người.

## Dân số
Dân số qua các năm:
- Năm 2000: 766 người.
- Năm 2010: 756 người.